# MMR-Impfstoff
Der MMR-Impfstoff ist eine Mischung von in ihrer Virulenz abgeschwächten Viren, die per Injektion zur Immunisierung gegen Masern, Mumps und Röteln eingesetzt wird. Geimpft werden im deutschsprachigen Raum generell Kinder im Alter von etwa einem Jahr, mit einer Zweitimpfung im zweiten Lebensjahr. Bei Einhaltung dieses Impfschemas ergibt sich ein Schutz von über 99 % gegen diese Infektionskrankheiten. Seit 2010 ist die Impfung in Deutschland auch für nach 1970 geborene Erwachsene empfohlen, die als Kind nicht oder nur einmal geimpft wurden. Seit Einführung der frühesten Versionen in den 1970er Jahren wurden bis 2001 mehr als 500 Millionen Dosen in über 100 Ländern verwendet. Wie bei allen Impfstoffen unterliegen Langzeitwirkungen, Nebenwirkungen und Wirksamkeit kontinuierlicher Forschung.
Seit 2006 steht in Deutschland ein Kombinationsimpfstoff zur Verfügung, der zusätzlich eine Impfkomponente gegen Windpocken (Varizellen) beinhaltet, die mittlerweile von der ständigen Impfkommission empfohlen wird. Diese Präparate werden dann als MMRV-Impfstoff bezeichnet.

## Epidemiologie

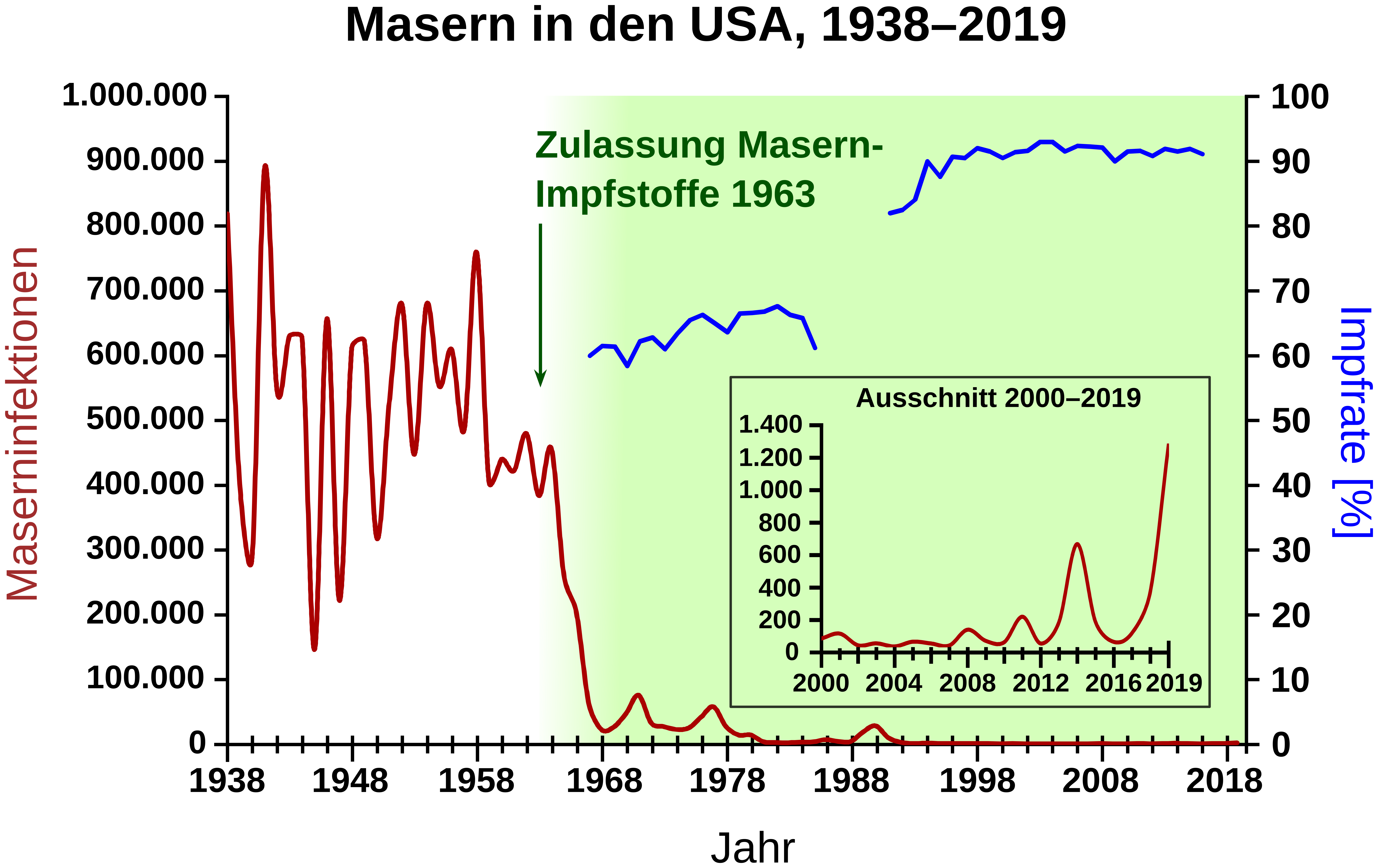
Die Zahl der Masernerkrankungen fiel stark nach Einführung der Impfung (Datensatz USA)

Masern, Mumps und Röteln sind hochgradig infektiöse Krankheiten. Vor dem umfassenden Einsatz von Impfstoffen gegen diese Krankheiten waren sie so verbreitet, dass nahezu jeder sich mit diesen Krankheiten üblicherweise schon im Kindesalter angesteckt hatte. Somit gehörten diese Infektionskrankheiten zu den Kinderkrankheiten, obwohl bei fehlender Immunisierung auch Erwachsene infiziert werden. Der Begriff Kinderkrankheit suggeriert eine gewisse Harmlosigkeit, aber diese Erkrankungen können mit ernsthaften, auch tödlichen Komplikationen einhergehen. Bei Masern treten bei 20 % bis 30 % der Erkrankten Komplikationen auf, darunter Lungenentzündung und Enzephalitis. Die Sterberate infolge dieser Komplikationen liegt nach verschiedenen Literaturangaben zwischen 1:10.000 und 2:1000 (0,01 - 0,2 %) aller Masern-Erkrankten in Industrieländern, in Entwicklungsländern kann sie auf 25 % steigen.
Mumps ist eine weitere, einstmals typische Viruserkrankung von Kindern. Eine bekannte, aber eher seltene Komplikation ist die Sterilität von Männern sowie ein- oder beidseitige Hörverluste, die in der Regel bleibend sind. Röteln waren ebenfalls vor Aufbau der weitreichenden Impfprogramme eine verbreitete Krankheit.
Das Hauptrisiko der Röteln ist die Übertragung von Schwangeren auf ihre Kinder, was schwerwiegende Behinderungen zur Folge haben kann (Rötelnembryofetopathie).
Durch die Impfstoffe ist die Anzahl der Erkrankungen signifikant zurückgegangen. Aufgrund der Impfung ist das Auftreten dieser Infektionskrankheiten in Ländern mit systematischen Impfprogrammen heute auf unter ein Prozent der Bevölkerung gefallen. Die Masern gelten heute sogar auf dem ganzen Kontinent Amerika und in Skandinavien als ausgerottet. Die WHO hat auch für die Region Europa das Ziel der Eliminierung von Masern und Röteln bis zum Jahr 2010 formuliert. Hierfür ist eine Durchimpfungsrate von mindestens 95 % der Bevölkerung erforderlich. Wird dieser Wert nicht erreicht, kommt es immer wieder zu Ausbrüchen und Epidemien, so geschehen in den Jahren 2005 und 2006 mit den Masern in einigen Regionen Deutschlands. Studien über die Auswirkungen der Impfprogramme zeigen weiterhin eine drastische Reduzierung der durch Masern induzierten Sterblichkeitsrate, wie zum Beispiel in Afrika.

## Anwendung und Wirkung des MMR-Impfstoffs
Der MMR-Impfstoff ist ein Lebendimpfstoff und eine Mischung aus einem Mumpsimpfstoff, einem Masernimpfstoff und einem Rötelnimpfstoff. Er wurde ursprünglich als Einzelimpfung gegen alle drei Krankheiten entwickelt. In Deutschland fand die Rötelnimpfung als letzte Komponente in Form der MMR-Impfung ab dem 15. Lebensmonat erstmals 1984 im Impfkalender Einzug. 1991 wurde dann die zweimalige MMR-Impfung im Impfkalender durch die STIKO vorgestellt (2. Gabe ab dem 6. Lebensjahr), ab 2001 soll die MMR-Erstimpfung schließlich zwischen dem 11.–14. Monat, die Zweitimpfung im 15.–23. Monat erfolgen. Steht bei einem Kind die Aufnahme in eine Kindereinrichtung an, kann die MMR-Impfung auch vor dem zwölften Lebensmonat, jedoch nicht vor dem neunten Lebensmonat erfolgen, da im ersten Lebensjahr im Blut des Säuglings noch vorhandene mütterliche Antikörper die Impfviren neutralisieren können.
Der MMR-Impfstoff wird von ausgebildetem Personal intramuskulär oder subkutan injiziert und verursacht in der Regel eine nicht wahrgenommene, nicht übertragbare Infektion mit Masern, Mumps und Röteln. Das Immunsystem des Menschen bildet bei 95–98 % der Geimpften Antikörper gegen die entsprechenden Krankheiten. Ungefähr 2–5 % der Kinder, die nur eine Impfdosis von MMR erhalten, bilden keine Antikörper („Non-Responder“ bzw. Impfversager). Ursache für das Versagen der Impfung können falsch gelagerter Impfstoff, passive Antikörper von der Mutter des Kindes oder Immunsystemschwäche sein. Aus diesem Grund sollte mit einer zweiten MMR-Impfung die Impflücke geschlossen werden. Bei der zweiten Impfung handelt es sich also nicht um eine Auffrischimpfung, sondern um eine Zweitimpfung (zweiter Versuch) für die primären Impfversager. Nach einer zweifachen MMR-Impfung entwickeln laut Studien über 99 % eine Immunität gegen diese Infektionskrankheiten. Diese Immunität gilt als sehr lange andauernd, sehr wahrscheinlich ein Leben lang, ohne dass eine Auffrischung benötigt wird. So konnte bei Personen, die gegen Masern, Mumps und Röteln geimpft wurden, gezeigt werden, dass diese weitestgehend auch nach 20 Jahren ausreichend hohen Antikörpertiter besitzen.
Zudem empfiehlt die STIKO eine Impfung für alle nach 1970 geborenen Erwachsene in gewissen Tätigkeitsbereichen, wie beispielsweise in medizinischen Einrichtungen gemäß § 23 des Infektionsschutzgesetzes (IfSG) oder Einrichtungen der Pflege nach § 71 des Sozialgesetzbuches (SGB XI). Frauen sollten für jede der drei Impfstoffkomponenten (M–M–R) eine zweimalige Impfung aufweisen, bei Männern reicht zum Schutz gegen Röteln eine einmalige Impfung aus.
Nach dem Erreichen einer Durchimpfungsrate der Bevölkerung von 95 % können die endemischen Viren von Masern und Röteln nicht mehr zirkulieren, das heißt, der Übertragungs- und Vermehrungszyklus (Infektkette) der Viren wird unterbrochen. Hieraus ergibt sich die sogenannte „Herdenimmunität“: Auch Personen, die keine Immunität besitzen (Kinder unter einem Jahr sowie immunsupprimierte und aus anderen Gründen ungeimpfte Personen), können ebenfalls nicht mehr mit diesen Krankheitserregern angesteckt werden. Diese angestrebte Herdenimmunität wird jedoch immer wieder durch Impfmüdigkeit und Impfgegner bedroht.

## Handelsnamen
- M-M-RvaxPro, von Sanofi Pasteur MSD
- Priorix von GlaxoSmithKline; Priorix-Tetra, enthält zusätzlich noch eine Komponente gegen Varizellen
- ProQuad von MSD, enthält zusätzlich noch eine Komponente gegen Varizellen

Im März 2006 zog Chiron den MMR-Impfstoff Morupar aufgrund von höheren Nebenwirkungsraten im Vergleich mit anderen MMR-Impfstoffen zurück.

## Nebenwirkungen
Da es sich bei den MMR-Impfstoffen um Produkte handelt, die funktionsfähige, in ihrer Virulenz aber abgeschwächte Viren enthalten, sind Adjuvanzien, die zu einer unspezifischen Verstärkung der Immunantwort führen, nicht notwendig.
Als Nebenwirkung können wie bei allen Impfungen lokale Impfreaktionen wie Rötung, Schmerzen und Schwellungen an der Injektionsstelle vorkommen und sind als harmlose Nebenwirkungen zu betrachten. Diese Reaktionen sind größtenteils auf die Injektion zurückzuführen, nicht auf den Wirkstoff MMR selber. Als seltene Nebenwirkung kann auch eine allergische Reaktion gegen Inhaltsstoffe des Serums auftreten, beispielsweise eine Allergie gegen Neomycin. Weiterhin wurde in Zwillingsstudien mit dem MMR-Impfstoff festgestellt, dass 15–20 % aller Patienten im Alter von 14 bis 18 Monaten – unabhängig, ob MMR oder Placebo eingesetzt wurde – 7 bis 9 Tage nach Impfung Atemwegserkrankungen (Schnupfen, o. ä.) entwickeln. Es wird vermutet, dass diese Kinder zu einem Zeitpunkt geimpft werden, an dem sie keine Erkrankung aufweisen, und ca. eine Woche nach der Injektion entsprechende übliche zyklische Erkrankungen in diesem Alter einsetzen, die aber eben in keinem Zusammenhang zum MMR-Wirkstoff stehen.
Da es sich bei der MMR-Impfung um eine Impfung mit einem abgeschwächten Lebendimpfstoff handelt, können jedoch in bis zu 5 % der Fälle ca. 10 Tage nach der Impfung abgeschwächte Symptome der drei Infektionskrankheiten entstehen (insbesondere nichtinfektiöse Impfmasern): Ausschlag oder leichtes Fieber für wenige Tage, gelegentlich von einer leichten Schwellung der Speicheldrüsen und Anschwellen oder Schmerzen der Gelenke begleitet. Diese Impfsymptome sind üblicherweise leichter und dauern deutlich kürzer, die gefürchteten Komplikationen der Infektionen treten nicht auf. Obschon also bekannte Nebeneffekte existieren, überwiegen die Vorteile gegenüber einer „natürlichen“ Infektion bei Weitem.
Seit dem 1. Januar 2001 gilt für Ärzte in Deutschland die im Infektionsschutzgesetz (IfSG) verankerte „Meldeverpflichtung eines Verdachtes einer über das übliche Ausmaß einer Impfreaktion hinausgehenden gesundheitlichen Schädigung“.
Nach § 6 Abs. 1, Nr. 3 des IfSG besteht eine Meldepflicht für Ärzte und Heilpraktiker an das Gesundheitsamt, wenn nach einer Impfung auftretende Symptome, die über eine Impfreaktion hinausgehen, in einem ursächlichen Zusammenhang mit der Impfung stehen könnten. Es handelt sich um Fälle, die zunächst im Verdacht stehen, kausal etwas mit der Impfung zu tun zu haben – das bedeutet „also nicht ohne Weiteres, dass ein ursächlicher Zusammenhang existiert“. Das jeweilige Gesundheitsamt gibt seinerseits die Meldung in einer pseudonymisierten Form an die zuständige Landesoberbehörde sowie dem Paul-Ehrlich-Institut weiter. Dieses Meldesystem ist ein sogenanntes Spontanerfassungssystem, um frühzeitig Risikosignale von Impfnebenwirkungen zu erkennen, die bei der Zulassung nicht erfasst wurden.
Sicherheitsbedenken gegen weitere MMR-Impfung(en) bei bestehender Immunität gegen eine der Komponenten („Überimpfen“) sind nicht bekannt.

## Kontroversen um MMR
Einzelne Impfstoffe werden in Literatur und Presse immer wieder in den Zusammenhang mit diversen, meist komplexen Krankheiten (z. B. Autismus, Allergie, Diabetes) gebracht. Auch wenn im Falle des MMR-Impfstoffes zahlreiche Studien den Einsatz als medizinisch sehr wirksam bewerten, war der Impfstoff aber auch Gegenstand kontroverser Diskussion.
Das Spektrum der Kritik am MMR-Impfstoff reicht, wie in der Impfkritik allgemein, von spezifischen Themen über den Zeitpunkt, die Impfstrategie, ihre Wirksamkeit, Sicherheit und die Nebenwirkungen von Impfungen im Allgemeinen bis hin zur grundsätzlichen Impfkritik.

### Grundsätzliche Impfkritik
Insbesondere die grundsätzliche Impfgegnerschaft ist nicht homogen und wird zum Teil durch religiöse, alternativmedizinische (Homöopathie, anthroposophische Medizin u. a.) oder esoterische Hintergründe begleitet. Angst vor Impfschäden, Misstrauen gegenüber staatlichen Einrichtungen, gegenüber der Pharmaindustrie und evidenzbasierter Medizin, Unwissen und Unsicherheit können zu solchen Ansichten beitragen.
Entsprechend finden sich auch kritische Berichte über den MMR-Impfstoff oder am Prinzip des Impfens gegen Masern, Mumps und Röteln selbst meistens in entsprechenden Foren im Internet und auch in impfkritischen Büchern, die teilweise auch von organisierten Gruppen verbreitet werden. Dabei kommt es regelmäßig zur Kontroverse darüber, ob die Impfkritik hinsichtlich des angeführten Standes der Forschungsergebnisse oder behaupteter kausaler Ursache-Wirkungs-Zusammenhänge valide sei.

### Kontroversen zur Wirksamkeit
In der Kontroverse um den MMR-Impfstoff wurde von Kritikern angeführt, dass dieser wirkungslos sei, da Geimpfte und Ungeimpfte fast zu gleichen Teilen oder gar mehr Geimpfte erkranken würden und allein die Verbesserung der Hygiene und des Lebensstandards zum Rückgang dieser Infektionskrankheiten geführt habe. Ohne Frage haben die Verbesserung der Hygiene und des Lebensstandards die Kindersterblichkeit gesenkt, aber die direkte Wirkung der Impfungen gegen Masern, Mumps und Röteln kann durch epidemiologische Daten belegt werden: Die Erkrankungszahlen bei allen drei Infektionskrankheiten brachen kurz nach Einführung der Impfungen ein. Beispielsweise wurden vor der Einführung der Masernimpfung in den USA im Jahr 1963 ungefähr 500.000 jährliche Masernerkrankungen mit 500 Toten erfasst (geschätzt wurden 3–4 Mio.). Wenige Jahre nach der Einführung wurde ein Rückgang der Erkrankungen um 98 % registriert. Heute gelten die USA zusammen mit dem ganzen Kontinent Amerika als Masern-frei.
Die Wirksamkeit der MMR-Impfung selber ist bestens belegt, sie hat bezüglich der Masern-Komponente eine für Medikamente außerordentlich hohe Erfolgsquote von 95 % (nach erster Dosis) bzw. 96 % (nach zweiter Dosis). Für die Impfversagerquote von 5 % nach der ersten Impfung gibt es verschiedene Gründe, die im Abschnitt Wirkung aufgeführt sind. Die betroffenen Personen sind ungeschützt und können in der Folge auch erkranken. Wenn in einer Beispielpopulation von 1000 Personen 900 einmal gegen Masern geimpft wurden, ist daher zu erwarten, dass 45 der geimpften Personen dennoch erkranken – ebenso wie alle 100 ungeimpften Personen, denn die Infektiosität der Masern liegt bei nahezu 100 %. (Tatsächlich waren bei den jüngsten Masern-Epidemien in Hessen, Bayern, Baden-Württemberg und Nordrhein-Westfalen 80–90 % der Erkrankten ungeimpft, die weiteren waren nur einmal MMR-geimpft worden.) Bei besserer Durchimpfung ändert sich das Verhältnis zwischen Geimpften und Ungeimpften: Sind 980 Personen einmal geimpft worden, so sind aus dieser Gruppe sogar 49 erkrankte Personen zu erwarten, außerdem erkranken wieder die 20 Ungeimpften. Nun erkranken sogar mehr als doppelt so viele Geimpfte wie Ungeimpfte. Dies ist aber kein Beleg für die Unwirksamkeit der Impfung, vielmehr wurden 931 Personen vor Erkrankung geschützt. Um die Impfversagerquote zu senken, gibt es die Wiederholungsimpfung.
Die Wirksamkeit der Mumps-Komponente beträgt 72 % (nach erster Dosis) bzw. 86 % (nach zweiter Dosis) für den Jeryl Lynn-Stamm, gegenüber Röteln beträgt sie 89 %. Die Wirksamkeit einer enthaltenen Varizella-Komponente (MMRV-Impfstoff) beträgt 95 %.
Bei Komplikationen durch Masern, Mumps oder Röteln wurde von Kritikern auch der Vorwurf aufgeworfen, dass erst die MMR-Impfung aus einstmals harmlosen Kinderkrankheiten Erkrankungen mit schwerwiegenden Komplikationen gemacht habe. Begründet wird dies damit, dass durch die zunehmende Impfquote eine Person erst später im Leben infiziert wird und die Komplikationen dieser Krankheiten im höheren Alter zunehmen sollen. Im Zusammenhang von Komplikationen dieser Krankheiten in schlechter durchimpften Entwicklungsländern wird Mangelernährung oder entsprechende Vorschädigung für diese verantwortlich gemacht. Die Gefahr von Infektionskrankheiten wird heutzutage als harmloser wahrgenommen. Historische Berichte von Ärzten belegen jedoch, dass auch früher das Gefahrenpotential vorhanden war – in der Vorimpfära war die Masernsterblichkeit bei Säuglingen am höchsten. Gleichzeitig zeigen epidemiologische Arbeiten aus den USA keinen Unterschied bei der Sterblichkeitsrate von Masernerkrankten vor und nach der Einführung der Masernimpfung. In der Tat scheint sich in Ländern mit höherer Durchimpfung das Erkrankungsalter zu verschieben. Andererseits sinkt auch aufgrund von steigenden Impfquoten die Anzahl der gemeldeten Erkrankungen. Aus diesem Grund nehmen zwar die Komplikationsraten von bestimmten Altersgruppen proportional zu, die absolute Zahl der Erkrankungen inklusive Komplikationen hat aber dramatisch abgenommen. Und auch in Entwicklungsländern mit schlechterer Durchimpfung zeigt sich – zumindest bei Masern – kein Zusammenhang zwischen Ernährungsstatus und Krankheitsverlauf. Es scheint jedoch so, als ob die Schwere des Krankheitsverlaufs von der Exposition zum Masernvirus abhängt, d. h., der primäre Verlauf in einer Familie (z. B. Kind angesteckt in der Schule) ist in der Tendenz leichter als die sekundären Erkrankungen in derselben Familie (Geschwister, die in der Folge dem Masern-Erreger stark ausgesetzt waren).
Gezeigt werden konnte jedoch, dass maternale Antikörper von Müttern, die gegen Masern „nur“ geimpft wurden, im kindlichen Immunsystem bei Neugeborenen mit geringerer Konzentration nachzuweisen sind. Mütter, die dagegen als Kind an Masern erkrankt waren, geben ihren Kindern höhere Masernantikörperspiegel mit. Haben Säuglinge mütterliche Antikörper oder Immunglobuline, kann ein asymptomatischer Verlauf oder ein symptomarmer Verlauf resultieren – die Patienten sind trotzdem infektiös. Säuglinge sind also bis zum Einsetzen eines wirksamen Impfschutzes besonders von den Masern gefährdet. Aus diesem Grund wurde die Empfehlung der ersten MMR-Impfung von Kindern von ursprünglich 15 Monaten auf 12 Monate Lebensalter vorgezogen, um das Zeitfenster der Gefährdung zu minimieren. Solange die Masern jedoch nicht ausgerottet sind, ist zu beachten, dass der ungeimpfte Säugling unbedingt vor Masernkontakten zu schützen ist – in der Vorimpfära war die Masernsterblichkeit bei Säuglingen am höchsten. Der effektivste Schutz von Neugeborenen kann nur durch Herdenimmunität erreicht werden, d. h. die Bevölkerung hat eine so hohe Durchimpfungsrate erreicht, dass Viren nicht mehr endemisch übertragen werden und auch ungeimpfte geschützt sind.

### Kontroversen um die Auslösung von Krankheiten
Unterschiedliche Krankheiten wurden dem MMR-Impfstoff angelastet. In der Kontroverse war MMR unter anderem als Ursache von Allergien und Asthma. Inzwischen ist eindeutig geklärt, dass Impfungen keine Allergien auslösen. Dazu passt, dass in der DDR eine Impfpflicht bestand und dennoch Allergien selten waren. Eine größere Studie in ganz Deutschland ergab sogar eine geringere Anfälligkeit für Allergien bei geimpften Kindern. Der MMR-Impfstoff war auch als Auslöser von Diabetes mellitus Typ 1, einer Autoimmunerkrankung, in der Diskussion. Auch diese Hypothese konnte in zahlreichen Studien entkräftet werden. Für die Auslösung einer Enzephalitis nach der MMR-Impfung gibt es ebenfalls keine Anhaltspunkte. Größere Kontroversen, die auf eine bestimmte Publikation zurückzuführen waren, betrafen auch den Zusammenhang mit Autismus. Dieser Fall wird im nächsten Abschnitt tiefer erörtert, der Zusammenhang gilt inzwischen ebenfalls als sehr unwahrscheinlich.
Auch eine besondere Komplikation nach natürlicher Maserninfektion, die subakute sklerosierende Panenzephalitis (SSPE), wurde als Nebenwirkung des MMR-Impfstoffs diskutiert. SSPE verursacht eine generalisierte Entzündung des Gehirns, die teilweise erst Jahre nach der eigentlichen Maserninfektion schwerste Schäden nach sich zieht und in jedem Falle tödlich endet. Durch eine bessere Überwachung der Masernerkrankung wird deutlich, dass die SSPE offensichtlich sehr viel häufiger auftritt als bisher angenommen und hierbei besonders Säuglinge gefährdet sind. Die Häufigkeit der SSPE ist durch die Masernimpfung deutlich reduziert worden, dennoch wurde behauptet, dass auch das Masern-Impfvirus diese Erkrankung auslösen würde. Bei genaueren Untersuchungen von SSPE-Opfern fand man im ZNS jedoch regelmäßig nur Wildviren, so dass heute eine SSPE-Erkrankung durch MMR-Impfstoff ausgeschlossen wird.
Der im Abschnitt Nebenwirkung aufgeführte seltene Ausbruch der Krankheit(en), gegen die geimpft wurde, wird ebenfalls von Impfgegnern als gefährliche Nebenwirkung aufgeführt. Unterschlagen wird dabei, dass hier dieselben Symptome wie bei der „natürlichen“ Krankheit in abgeschwächter Form und seltener auftreten, beispielsweise Fieber oder geschwollene Speicheldrüsen. Fieber kann bei neurologisch anfälligen Kindern der Auslöser für Fieberkrämpfe oder gar Epilepsie sein. Die Ursache des Fiebers ist dabei nicht von Bedeutung, wird aber von Impfgegnern ebenfalls dem MMR-Impfstoff angelastet. Der MMR-Impfstoff ist hier aber nicht die Ursache, sondern allenfalls ein Auslöser von Veranlagungen. Anfällige Kinder sollten aber dennoch geimpft werden, da so starke Fieberschübe durch die Infektionskrankheiten selbst vermieden werden.
Impfgegner mit unzureichendem Fachwissen führen als krankheitsverursachend bisweilen auch andere angebliche Bestandteile im Impfstoff an, wie Thiomersal oder Aluminiumhydroxid. Beides war jedoch nie im MMR(V)-Impfstoff enthalten.
Im Rahmen all dieser Kontroversen zur Auslösung von Erkrankungen durch den MMR-Impfstoff wurden während der 1980er und 1990er Jahre in den USA eine Reihe von Prozessen gegen Hersteller von Impfstoffen angestrengt, in denen diese beschuldigt wurden, mit ihren Produkten diverse körperliche und kognitive Erkrankungen bei Kindern verursacht zu haben. Obschon ergebnislos, führten diese Prozesse zu einer drastischen Verteuerung des Impfstoffs, da die Pharmakonzerne über Lobby-Arbeit gesetzliche Sicherheit durchsetzen wollten. 1993 war MSD Sharp & Dohme der einzige Konzern, der bereit war, MMR-Impfstoffe in den USA oder Großbritannien zu verkaufen. Zwei weitere Impfstoffe wurden 1992 in Großbritannien und 1993 in Japan zurückgezogen, da aufgrund des verwendeten Mumps-Stamms Sicherheitsbedenken entstanden.
Im September 1995 gewährte das britische Legal Aid Board einer Reihe von Familien finanzielle Unterstützung zur Durchsetzung ihrer Rechtsansprüche gegen die staatlichen Gesundheitsbehörden und die Hersteller des Impfstoffs. Die Familien behaupteten, dass ihre Kinder infolge der MMR-Impfung starben oder schwerwiegend erkrankten. Zu einem späteren Zeitpunkt wurden diese Fälle als hoffnungslos erkannt und die Beihilfe beendet. Eine Interessengruppe namens JABS (Justice, Awareness, Basic Support) gründete sich, um „impfgeschädigte“ Kinder zu repräsentieren.

### Der Fall Wakefield

#### Die 1998erLancet-Veröffentlichung
Im Februar 1998 veröffentlichte eine Gruppe um Andrew Wakefield einen Bericht mit dem Titel Ileal-lymphoid-nodular hyperplasia, non-specific colitis, and pervasive developmental disorder in children ("Lymphatische Hyperplasie, unspezifische Kolitis und tiefgreifende Entwicklungsstörung bei Kindern") in der angesehenen medizinischen Fachzeitschrift The Lancet. Der Bericht analysierte die Fälle von zwölf autistischen Kindern, die 1996–1997 im Royal Free Hospital im Norden Londons behandelt wurden. Beschrieben wurden den Darm betreffende Symptome, die gemäß Wakefield der Beweis eines vollständig neuen Syndroms waren. Dieses bezeichnete er später als „autistische Enterocolitis“. Wakefield empfahl eine nähere Untersuchung von möglichen Ursachen in der Umwelt der Kinder, unter anderem des MMR-Impfstoffes. In der Arbeit werden Verbindungen zwischen Magen-Darm-Symptomen und Entwicklungsstörungen dieser Kinder vermutet, die mit der MMR-Impfung zusammenhängen sollten. Ein kausaler Zusammenhang bestand indes nicht. In einer Pressekonferenz vor Veröffentlichung der Arbeit gab Wakefield jedoch an, er würde es für sinnvoll halten, bis zur Klärung Einzelimpfstoffe statt des Dreifach-MMR-Impfstoffes zu nutzen. Weiterhin gab er an, dass acht der zwölf Eltern die Impfung für eine wahrscheinliche Ursache hielten, da Impfung und Beginn der Symptome nur Tage auseinander lagen. Er erklärte, die weitere Verwendung des Kombinationsimpfstoffs ohne detaillierte Prüfung der Sachlage nicht mehr unterstützen zu können.
In einer vorher für das Fernsehen erstellten Videoaufzeichnung forderte er, die Nutzung von MMR zugunsten der Einzelimpfstoffe auszusetzen.

#### Die folgende Kontroverse
Bericht, Pressekonferenz und Video verunsicherten die britische Bevölkerung. Die folgende Debatte wurde polarisiert, wobei beide Seiten Wakefields Forschung argumentativ nutzten. Er wurde öffentlich angegriffen, seine Kritiker bezweifelten sowohl die Korrektheit als auch die Ethik seiner Forschungen. Die Regierung und die medizinischen Ämter, wie der National Health Service (NHS), betonten, ausführliche epidemiologische Daten würden keinerlei Zusammenhang zwischen den MMR-Impfungen und Entwicklungsstörungen aufzeigen. Manche Eltern weigerten sich, diesen Dementis Glauben zu schenken, da bereits zuvor staatliche Angaben zur Sicherheit diskreditiert wurden, wie im Falle des BSE-Skandals. Die Regierung wurde beschuldigt, die höheren Kosten der Einzelimpfungen seien der Grund für deren Ablehnung. Als Ergebnis brach die Impfung mit MMR von 92 % (1996) auf 84 % (2002) ein. Für Teile Londons wurde vermutet, dass nur noch 60 % der Impfungen mit MMR durchgeführt wurden, was drastisch unterhalb des für Herdenimmunität von Masern notwendigen Schwellenwerts liegt. Auch wenn bisher keine Masern-Epidemie auftrat, haben Ärzte aufgrund der ansteigenden Zahl von Infektionen bereits vor einer solchen gewarnt.
Ein Faktor der Kontroverse ist, dass nur der Kombinationsimpfstoff über den NHS verfügbar ist. Eltern, die diesen Impfstoff ablehnen, haben so nur die Wahl, entweder die separaten Impfungen privat vornehmen zu lassen oder aber ihre Kinder gar nicht zu impfen. Der damalige Premierminister Tony Blair hatte den MMR-Impfstoff zwar öffentlich verteidigt, gab jedoch keine Auskunft darüber, welche Impfung sein Sohn Leo bekam.
Die Mehrheit der Ärzte bevorzugt den Kombinationsimpfstoff, da er weniger belastend für das Kind ist und Eltern eher eine als drei Impfungen vornehmen lassen.
Epidemiologische Forschung an hunderttausenden Kindern in zahlreichen Studien zeigt weiterhin keine Verbindung zwischen MMR-Impfung und Autismus. Kritiker dieser Studien, wie der im Ruhestand lebende Kliniker John Walker-Smith, obwohl ein Unterstützer des Dreifachimpfstoffs, bezeichneten die Epidemiologie als „stumpfes Werkzeug“, die derartige Kausalzusammenhänge nicht notwendigerweise aufzeigt. So ist es beispielsweise schwierig, zwei Populationen hinreichender Größe zu finden, die sich nur durch die Impfung unterscheiden.
Wakefield gab seinen Job im Royal Free Hospital 2001 auf und wanderte in die USA aus. Dort arbeitete er für eine umstrittene Privatklinik bis Februar 2010. Seine fortgesetzten Studien beinhalten die Arbeit an möglichen immunologischen, metabolischen und pathologischen Veränderungen durch die „autistische Enterocolitis“ sowie Verbindungen zwischen Darmerkrankungen und neurologischen Störungen bei Kindern und den möglichen Zusammenhang zwischen diesen Störungen und Einflüssen wie Impfstoffen.

#### Vorwurf eines Interessenskonfliktes
Im Februar 2004 deckte der Journalist Brian Deer auf, dass Wakefield zum Zeitpunkt der Veröffentlichung des Lancet-Berichtes 55.000 £ an Drittmitteln von Anwälten erhielt, die zwischen Autismus und dem MMR-Impfstoff Verbindungen suchten. Gemäß dem Artikel in der Sunday Times waren einige der zitierten Eltern an Prozessen gegen Hersteller des MMR-Impfstoffes beteiligt. Obwohl Wakefield angab, die Drittmittel seien von Anfang an veröffentlicht worden, wurde bemängelt, dass diese weder dem Lancet noch den Co-Forschern bekannt gemacht wurden. Am 20. Februar 2004 bezeichnete der Lancet Wakefields Studie aufgrund eines „fatalen Interessenskonfliktes“ als „fehlerhaft“ und gab an, dass diese niemals hätte veröffentlicht werden dürfen. Mehrere von Wakefields Co-Forschern bemängelten ebenfalls deutlich die fehlenden Angaben zu den Drittmitteln. Das General Medical Council, das in Großbritannien für die Vergabe von Lizenzen für Ärzte und die Überwachung der medizinischen Ethik zuständig ist, nahm Ermittlungen auf.

#### Rückzug desLancet-Berichts
Infolge des Artikels von Brian Deer traten zehn der dreizehn Autoren des Berichtes formal von der Behauptung zurück, eine Verbindung zwischen Autismus und MMR gefunden zu haben. Deer setzte seine Ermittlung in einer Dokumentation des britischen Fernsehens MMR: What They Didn’t Tell You fort, die am 18. November 2004 ausgestrahlt wurde. Hierin wurde nachgewiesen, dass Wakefield die Patente für ein Konkurrenzprodukt zu MMR besitzt. Zudem widerlegten die Testergebnisse seines eigenen Labors seine Behauptungen.

#### Anwälte der Impfgegner zahlten 3,5 Millionen £
Weitere Nachforschungen der englischen Zeitung Sunday Times ergaben, dass im Vorfeld der Publikation Wakefield und weitere Protagonisten bis zu 3,5 Millionen britische Pfund von einer Anwaltskanzlei erhalten haben, welche die Eltern autistischer Kinder vertrat. Andrew Wakefield selber erhielt eine halbe Million Pfund. Schon zwei Jahre vor dem Erscheinen des strittigen Beitrags bekam er die ersten Teilzahlungen. Weiterhin hatten fünf weitere Autoren der Publikation und ein Gutachter, der seinerzeit die Veröffentlichung für The Lancet prüfte, persönliche Zahlungen von der Anwaltskanzlei erhalten.

#### Neuere Studien zum Thema Autismus
Epidemiologische Forschungen zeigen für die vergangenen Jahrzehnte einen Anstieg bei Autismus. Die Ursache ist unklar, vielfach wird nicht ein realer Anstieg, sondern die Verbesserung der Diagnose- und Erhebungsmethodik als Grund vermutet. So sind die Diagnosekriterien für Autismus in den vergangenen Jahren ausgeweitet worden, und Kinder werden heute gezielter und frühzeitiger daraufhin untersucht. Ein kausaler Zusammenhang zwischen MMR und Autismus kann dagegen inzwischen als so gut wie ausgeschlossen gelten, wie die im Folgenden zitierten, im Unterschied zu Wakefields Arbeit sehr umfangreichen Studien gezeigt haben.
- In der Folge von Wakefields Veröffentlichung folgten viele Studien,[48] die den Zusammenhang zwischen MMR und Autismus untersuchten. Im Oktober 2003 wurde eine von der Europäischen Union finanzierte Übersichtsarbeit veröffentlicht, welche die Ergebnisse aus 120 anderen Studien und Nebenwirkungen des MMR-Impfstoffs zusammenfasste und näher analysierte.[49] Die Autoren schlossen:
  - Der Impfstoff ist mit einigen positiven und einigen negativen Wirkungen assoziiert
  - Es ist 'unwahrscheinlich', dass es eine Verbindung zwischen MMR und Autismus gab, und
  - 'Das Design und der Bericht von sicherheitsrelevanten Ergebnissen in MMR-Impfstoff-Studien … sind überwiegend inadäquat.'
- Im Januar 2005 wurde nach intensiver Forschung in einem einzelnen Landkreis (County) in Minnesota von einer Verachtfachung des Auftretens von Autismus berichtet. Der untersuchte Zeitraum umfasst die frühen 1980er Jahre und endet in den späten 1990ern. Bei der Forschung wurde kein Zusammenhang mit MMR entdeckt. Die Autoren vermuten, dass der Anstieg mit verbesserter Diagnostik der Störung und sich wandelnden Definitionen zu erklären ist.[47]
- Im März 2005 schloss eine an 30.000 in einem Distrikt von Yokohama geborenen Kindern durchgeführte Studie, dass das Auftreten von Autismus weiterhin anstieg (von 46–86 Fällen auf 10.000 Kindern zu 97–161 auf 10.000), obwohl die Nutzung des MMR-Impfstoffs in Japan im April 1993 eingestellt wurde. Die Schlussfolgerung der Autoren lautet: „Die Bedeutung dieser Ergebnisse ist, dass MMR-Impfung höchstwahrscheinlich keine Hauptursache von ASD ist, da sich hiermit der Anstieg des Auftretens von ASD über die Zeit nicht erklären lässt und dass von einem Rückzug des MMR-Impfstoffs in denjenigen Ländern, die ihn noch verwenden, kein Rückgang im Auftreten von ASD zu erwarten ist.“[50] Wakefield behauptet indes, der Anstieg von Autismus, den die Daten belegen, würde seine Hypothese stützen.[51] Seine Ansichten fanden jedoch wenig Unterstützung.[52]
- In einem zuletzt 2021 aktualisierten Review der Cochrane Library wurden 138 wissenschaftlichen Studien mit über 23 Millionen Probanden untersucht. Dieser schloss, dass „die Impfstoffe vom Typ MMR, MMRV und MMR+V bei Kindern zur Vorbeugung einer Infektion mit Masern, Mumps, Röteln und Windpocken wirksam sind. Es gibt keine Evidenz für ein erhöhtes Risiko für Autismus oder Hirnentzündung und ein geringes Risiko für Fieberkrämpfe.“[53] Mittlerweile bestätigen auch diese Autoren, dass das Design und der Bericht von sicherheitsrelevanten Ergebnissen in MMR(V)-Impfstoffstudien überwiegend adäquat sei.[16] Cochrane, in Oxford, England, wird von Wissenschaftlern weithin als die höchste unabhängige Prüfinstanz medizinischer Literatur angesehen.
- Eine im Fachmagazin JAMA 2015 publizierte Studie US-amerikanischer Wissenschaftler mit 96.000 Teilnehmern kam ebenfalls zu dem Ergebnis, dass es keinen schädlichen Zusammenhang zwischen dem MMR-Impfstoff und dem Auftreten von Autismus gibt. In diese Langzeitstudie wurden 1.929 Kinder einbezogen, die ein älteres autistisches Geschwister haben. Diese Kinder haben ein höheres Risiko, selbst Autismus zu entwickeln. Das Ergebnis war, dass MMR-Impfungen nicht mit einem erhöhten Risiko für Autismus-Spektrum-Störungen korrelieren – unabhängig davon, ob ältere Geschwister eine autistische Störung hatten/haben oder nicht.[54]
- Die Gesundheitsdaten über 650.000 dänischen Kindern ergab, dass es unter den geimpften Kindern statistisch gesehen nicht mehr Autismus-Fälle gab als bei den ungeimpften Kindern. Damit wird das Autismus-Risiko nicht von der Impfung beeinflusst.[55] Diese Studie wurde 2019 im Fachmagazin Annals of Internal Medicine veröffentlicht.[56]

#### Rückzug der gefälschten Studie vonThe Lancet2010
Am 2. Februar 2010 wurde die Studie von der Fachzeitschrift The Lancet vollumfänglich zurückgezogen und aus der Liste der Veröffentlichungen entfernt. Als Grund für den Rückzug nennt The Lancet die Ergebnisse einer Untersuchung der britischen Ärztekammer. Die Untersuchung kam am 28. Januar 2010 zu dem Schluss, dass Wakefield die Forschungsergebnisse in „unehrlicher“ und „unverantwortlicher“ Weise dargestellt hat, „mehrere Elemente“ seien „unrichtig“. Laut Medienberichten ließ der Mediziner 1997 seinen alternativen, angeblich sicheren Masern-Impfstoff patentieren. Zudem wurde seine Studie von einer Anwaltskanzlei finanziell unterstützt, die eine Schadensersatzklage angeblich betroffener Eltern gegen die Impfstoffhersteller plante. Im Mai 2010 wurde ein Berufsverbot in Großbritannien gegen ihn ausgesprochen. Er kündigte dagegen Berufung an.
Am 7. Januar 2011 berichtete das Deutsche Ärzteblatt von einer neuerlichen Arbeit des Reporters Brian Deer, in der er den Nachweis präsentiere, dass Wakefield für seine Studie Untersuchungsergebnisse bewusst gefälscht habe. So hatte Wakefield für seine 12-Personen-Studie Eltern gewählt, die bereits im Vorfeld Impfungen für den Autismus ihrer Kinder verantwortlich gemacht hatten. Von den in der Studie acht berichteten Kindern, deren Autismus und Darmsymptome angeblich durch Impfungen verursacht sein soll, waren drei nie von einem regressiven Autismus betroffen, und die restlichen fünf zeigten bereits Entwicklungsauffälligkeiten vor der Impfung. Schließlich äußerten sich die Symptome gemäß Krankenakten erst nach Monaten und nicht wie von Wakefield angegeben nach Tagen nach der Impfung.